# Wilkowyja (Rzeszów)
Wilkowyja – część Rzeszowa, dzielnica niestanowiąca jednostki pomocniczej gminy, położona przy trasie wylotowej E40 w kierunku Przemyśla. Niegdyś niewielka podmiejska wieś – dziś komfortowa dzielnica z zabudową jednorodzinną i wielorodzinną, włączona do Rzeszowa w roku 1977. Na terenie dzielnicy znajduje się cmentarz komunalny Wilkowyja. 
Na terenie dzielnicy Wilkowyja trwa budowa komfortowego osiedla domków jednorodzinnych. Rewitalizowane jest też osiedle bloków, budowane są także nowe domki jednorodzinne. W ostatnim czasie zdecydowanej poprawie uległa infrastruktura osiedla, szczególnie droga wylotowa na Przemyśl oraz stanowiąca główną oś osiedla ulica Olbrachta. 
Wieś szlachecka Wilkowia,  własność Ligęzów, położona była w 1589 roku w ziemi przemyskiej województwa ruskiego. Wieś położona w powiecie przemyskim, była własnością Hieronima Augustyna Lubomirskiego, została spustoszona w czasie najazdu tatarskiego w 1672 roku.